# Gert Kroeger
Gert Kroeger (* 5. Märzjul. / 18. März 1907greg. in Riga, Gouvernement Livland, Kaiserreich Russland; † 3. August 1986 in Eutin, Deutschland) war ein Historiker deutschbaltischer Herkunft.

## Leben
Gert Kroeger wuchs in Riga auf; seine Eltern waren der Arzt Emil Kroeger (1873–1936) und Mary, geb. Erdmann (1880–1957); ein Bruder war Erhard Kroeger. Sein Urgroßonkel war Johann Eduard Erdmann, dessen Nachlass er später verwaltete.
Nach seinem Schulbesuch in Riga studierte Kroeger von 1924 bis 1929 Geschichte in Dorpat, wo er Mitglied der Livonia war, danach in Marburg und Tübingen bei Johannes Haller und wurde 1930 zum Dr. phil. promoviert. Seit 1929 war er im Schuldienst. Er unterrichtete an der Baltenschule Misdroy bis 1945 und wurde hier gegen Ende des Zweiten Weltkriegs kommissarischer Schulleiter. Von 1947 bis 1969 war er als Studienrat in Lübeck tätig und beschäftigte sich mit historischen Themen zum Baltikum. Zuletzt lebte er in Malente.

## Mitgliedschaft
Kroeger war seit 1964 ordentliches Mitglied der Baltischen Historischen Kommission. Von 1968 bis 1975 gehörte er dem Vorstand der Carl-Schirren-Gesellschaft an.

## Schriften (Auswahl)
- Erzbischof Silvester Stodewescher und sein Kampf mit dem Orden um die Herrschaft über Riga. Phil. Diss. Tübingen 1930; auch in den Mitteilungen aus der livländischen Geschichte, Bd. 24, H. 3, 1930.
- Vom Geist der baltischen Schule.In: Baltische Hefte, 2, 1955/56, S. 22–34.
- Die evangelisch-lutherische Landeskirche und das griechisch-orthodoxe Staatskirchentum in den Ostseeprovinzen 1840–1918. In: Reinhard Wittram (Hrsg.): Baltische Kirchengeschichte. Beiträge zur Geschichte der Missionierung und der Reformation, der evangelisch-lutherischen Landeskirchen und des Volkskirchentums in den baltischen Staaten. Vandenhoeck & Ruprecht, Göttingen 1956, S. 177–206.
- Drei Briefe Karl Ernst von Baers aus St. Petersburg an Johann Eduard Erdmann in Halle. In: Zeitschrift für Ostforschung, 7, 1958, S. 61–68.
- Die politische Denkweise des livländischen Hegelianers Johann Eduard Erdmann (1805–1892). In: Zeitschrift für Ostforschung, 7, 1958, S. 338–373.
- Eduard Erdmann. Zum Gedächtnis. In: Jahrbuch des baltischen Deutschtums, 1959, S. 107–111.
- Julius Eckardts Artikelreihe „Für und wider das Elsaß-Projekt“. In: Zeitschrift für Ostforschung, 10, 1961, S. 201–225.
- Zur Situation der baltischen Deutschen um die Jahrhundertwende. In: Zeitschrift für Ostforschung, 17, 1968, S. 601–632.
- Die deutschen Vereine in Liv-, Est- und Kurland 1905/06–1914. In: Jahrbuch des baltischen Deutschtums, Bd. 27, 1970, S. 22–30.
- Das Vergangene und die Geschichte. In: Zeitschrift für Ostforschung, 23, 1974, S. 681–683.